# Jiří Sloup
Jiří Sloup (30. dubna 1953 – 20. prosince 2017) byl český fotbalista, záložník, reprezentant Československa. Jeho strýc Karel Sloup (1932–2010) byl prvoligovým fotbalistou Plzně.

## Fotbalová kariéra
S fotbalem se začal seznamovat v Sokole Letná, kde hrál od žáků až po dospělé. Rok před základní vojenskou službou si vyzkoušel divizi v ČSAD Plzeň. V letech 1974–76 absolvoval základní vojenskou službu v Dukle Tábor. Do Škody Plzeň si ho vybral trenér Tomáš Pospíchal. Začínal hrát na levém křídle, později hrál na postu záložníka a stopera. Za Škodu Plzeň hrál v letech (1976–1982 a 1985–1989), v mezidobí hrál za Bohemians (1982–1985), s nimiž získal roku 1983 titul mistra ligy a postoupil do semifinále Poháru UEFA. V Poháru mistrů evropských zemí nastoupil ve 4 utkáních a v Poháru UEFA nastoupil v 11 utkáních a dal 3 góly.
Jako hráč se vyznačoval důrazem a vynikal tvrdou střelou ze střední i větší vzdálenosti. V lize odehrál 231 utkání a vstřelil 48 gólů.
Podle dlouhých černých vlasů a vousů, které nosil, měl přezdívku Abbé Faria, jako postava vězně z románu Hrabě Monte Cristo.

## Ligová bilance
| Ročník                                   | Zápasy | Góly | Klub            |
| ---------------------------------------- | ------ | ---- | --------------- |
| 1. československá fotbalová liga 1976/77 | 28     | 4    | Škoda Plzeň     |
| 1. československá fotbalová liga 1977/78 | 23     | 3    | Škoda Plzeň     |
| 1. československá fotbalová liga 1978/79 | 22     | 2    | Škoda Plzeň     |
| 1. československá fotbalová liga 1979/80 | 28     | 5    | Škoda Plzeň     |
| Česká národní fotbalová liga 1980/81     | -      | -    | Škoda Plzeň     |
| Česká národní fotbalová liga 1981/82     | 13     | 1    | Škoda Plzeň     |
| 1. československá fotbalová liga 1981/82 | 14     | 2    | Bohemians Praha |
| 1. československá fotbalová liga 1982/83 | 15     | 8    | Bohemians Praha |
| 1. československá fotbalová liga 1983/84 | 27     | 7    | Bohemians Praha |
| 1. československá fotbalová liga 1984/85 | 21     | 3    | Bohemians Praha |
| Česká národní fotbalová liga 1985/86     | 25     | 8    | Škoda Plzeň     |
| 1. československá fotbalová liga 1986/87 | 24     | 6    | Škoda Plzeň     |
| Česká národní fotbalová liga 1987/88     | 27     | 3    | Škoda Plzeň     |
| 1. československá fotbalová liga 1988/89 | 29     | 9    | Škoda Plzeň     |
| CELKEM 1. liga                           | 231    | 49   |                 |

## Reprezentační kariéra
Za československou reprezentaci odehrál v letech 1982–1985 osm utkání a vstřelil jeden gól (v zápase kvalifikace na Mistrovství Evropy 1984 s Itálií).

## Osobní život
Byl ženatý, měl tři vnuky. Zemřel 20. prosince 2017 po dlouhém boji s rakovinou.